# Municipio de Bucyrus (Dakota del Norte)
El municipio de Bucyrus (en inglés: Bucyrus Township) es un municipio ubicado en el condado de Adams en el estado estadounidense de Dakota del Norte. En el año 2010 tenía una población de 27 habitantes y una densidad poblacional de 0,29 personas por km².

## Geografía
El municipio de Bucyrus se encuentra ubicado en las coordenadas 46°4′32″N 102°48′32″O / 46.07556, -102.80889. Según la Oficina del Censo de los Estados Unidos, el municipio tiene una superficie total de 92.15 km², de la cual 92,15 km² corresponden a tierra firme y (0 %) 0 km² es agua.

## Demografía
Según el censo de 2010, había 27 personas residiendo en el municipio de Bucyrus. La densidad de población era de 0,29 hab./km². De los 27 habitantes, el municipio de Bucyrus estaba compuesto por el 100 % blancos. Del total de la población el 0 % eran hispanos o latinos de cualquier raza.